# 西君津
西君津（にしきみつ）は、千葉県君津市の地名。丁番を持たない単独町名で、郵便番号は299-1100。当地域の世帯数および人口は非公表。

## 地理
市内北西部の小糸川河口部左岸に位置する。東京湾岸の埋立地の一部をなす。
北は東京湾に面し、東で君津、南で人見・富津市大堀、西で富津市新富とそれぞれ接する（特記ないものは君津市）。

### 河川
- 小糸川
- 新富津運河

### 海洋
- 東京湾

## 歴史
1977年（昭和52年）に君津市人見地先公有水面埋立地に新たな地名として成立した。

### 沿革
- 1977年（昭和52年） - 海岸埋立地が君津市に編入[1]、大字西君津成立。

## 交通
地内を通る鉄道およびバス路線はない。最寄駅はJR内房線青堀駅。

### 道路
主要地方道
- 千葉県道90号木更津富津線

## 施設
- 君津大橋
- 小糸川漁港
- 君津メディカルスポーツセンター
- 君津勤労者総合福祉センター
- 西君津緩衝緑地[2]